# Roberto Castrovido
Roberto Castrovido Sanz (Madrid, 1864-México, 1941) fue un periodista y político republicano español.

## Biografía

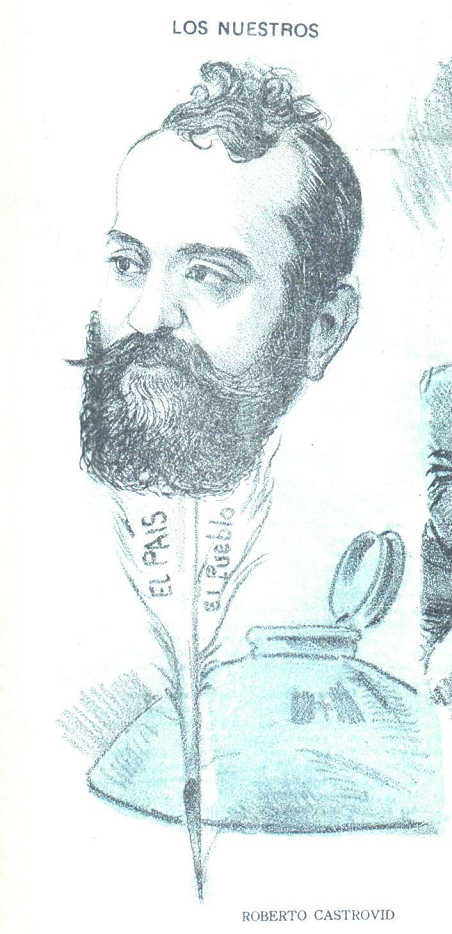
Castrovido en Don Quijote, 1902.

Nacido el 5 de enero de 1864 en Madrid, comenzó su carrera en Barcelona, donde trabajó en El Autonomista y La Avanzada. 
Después marchó a Santander, donde fue director de La Voz Montañesa y La Voz Cántabra. En 1903 se trasladó a Madrid, donde fue nombrado director del diario El País y Vida Nueva, en el que escribió editoriales críticos con la guerra de Marruecos y la Semana Trágica. En las elecciones generales de 1907 fue candidato republicano con Benito Pérez Galdós y Alfredo Vicente a las Cortes, pero no fue elegido.
Posteriormente, sustituyó a Francisco Pi y Arsuaga a su muerte en 1912 como diputado por Madrid por el Partido Republicano Federal, escaño que revalidó en las elecciones de 1914, 1916, 1918 y 1919 por la Conjunción Republicano-Socialista. Colaboró en el periódico La Voz. Cuando se proclamó la Segunda República fue elegido diputado por la circunscripción de Madrid (capital) por la Conjunción Republicano-Socialista como republicano independiente en las elecciones de 1931 y fue compromisario para la elección del presidente de la República en 1936 como representante de Izquierda Republicana. 
Al acabar la Guerra Civil se exilió en México, donde murió en 1941.

## Roberto Castrovido en la esfera cultural
En 1913 el poeta Antonio Machado dedicó a Castrovido su hoy en día célebre poema El mañana efímero.